# José Elías del Hierro
José Elías del Hierro Guerrero (Pupiales, 15 de octubre de 1904 - Bogotá, 23 de abril de 1991) fue un abogado, periodista, político y diplomático colombiano. Se desempeñó como Ministro de Minas y Petróleos, Ministro de Comercio e Industria y Ministro de Trabajo. 

## Biografía
Nació en Pupiales, departamento de Nariño, cerca a la frontera con Ecuador, en el seno de una familia tradicional del Sur de Colombia. Hijo de José Elías del Hierro y de Carmela Guerrero, realizó sus estudios primarios en Pupiales e Ipiales, para cursar los secundarios en Pasto, misma ciudad en la cual estudió en la Universidad de Nariño, de donde se graduó de Abogado en 1929; de esta misma institución también poseía un doctorado honoris causa en Ciencias Agrícolas.
Afiliado al Partido Conservador, del cual llegó a ser presidente de su Directorio Nacional, desde temprana edad se destacó como impetuoso dirigente político, destacándose como miembro de la Asamblea Departamental de Nariño, Representante a la Cámara por este departamento y Senador de la República, llegando a presidir el Senado entre octubre y diciembre de 1952, correspondiéndole convocar a la Asamblea Constituyente de 1952. Durante la presidencia de Mariano Ospina Pérez sirvió como Ministro de Minas y Petróleos, entre 1949 y 1950, y Ministro Encargado de Comercio e Industria, en 1949; más adelante, durante el Frente Nacional, en la presidencia de Alberto Lleras Camargo, repitió en la cartera de Minas y Petróleos (1960) y lideró la de Trabajo (1960-1961).
En el campo público también fue fundador de la Empresa Colombiana de Petróleos (Ecopetrol), gerente general de la Caja de Crédito Agrario, Industrial y Minero (1961-1970), fiscal del Consejo de Estado y Embajador en Venezuela, Ecuador y ante las Naciones Unidas. Por otro lado, en el campo periodístico fue cofundador del periódico El Derecho en 1925 y director del diario conservador El Siglo.
Falleció en Bogotá en abril de 1991, a los 84 años.

## Familia
Se casó en 1925 con Marina Santacruz Burbano, bisnieta del General Clímaco Burbano, quien se desempeñó como Gobernador del efímero Departamento de Ipiales. Fruto de esta unión nació Eduardo del Hierro Santacruz, quien también sirvió como Ministro de Minas. 